# Gullfoss
La Gullfoss, toponyme islandais signifiant littéralement en français « les chutes dorées », est une cascade d'Islande située sur la Hvítá, dans le sud-ouest du pays. Elle est composée de deux sauts dont un de 21 mètres de hauteur qui voient les eaux de la rivière s'engouffrer dans une gorge étroite. Elle fait partie du Cercle d'or et constitue l'un des sites touristiques les plus populaires d'Islande, tout proche du site de Geysir.

## Toponymie

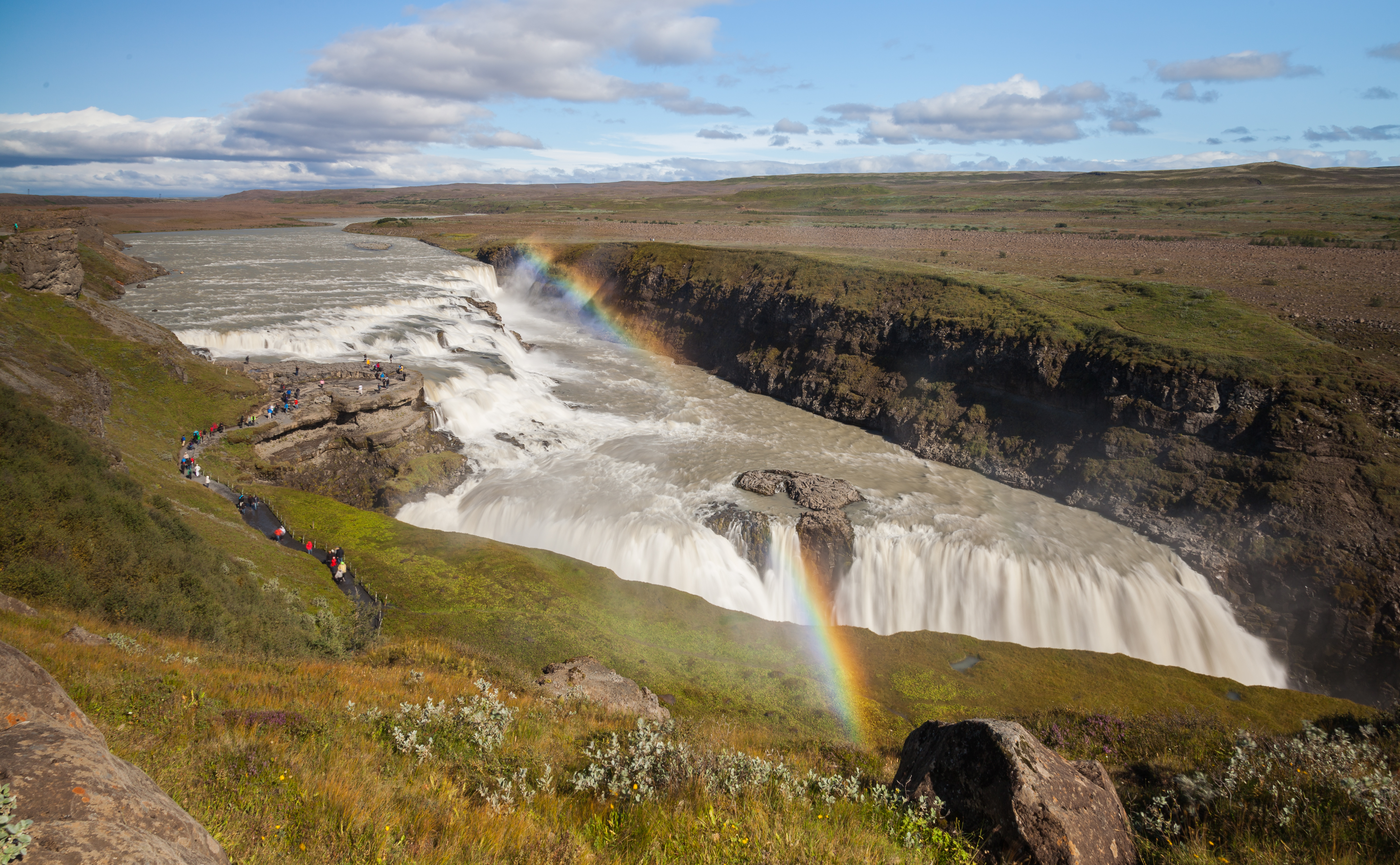
Deux morceaux d'arc-en-ciel au-dessus du Gullfoss.

Son nom provient de l'arc-en-ciel que l'on peut souvent voir dans le nuage d'embruns qui s'élève de la chute principale.

## Description
D’une hauteur totale de 32 mètres et d'une largeur de 70 mètres, la chute d'eau comporte deux sauts, un premier de 11 mètres de hauteur orienté est-ouest et quelques mètres plus loin un second de 21 mètres orienté nord-sud à 90° par rapport au premier saut. La chute se situe au début de la Hvítárgljúfur, des gorges d'une longueur de 2,5 kilomètres marquant l'entrée de la Hvítá dans la plaine du sud-ouest du pays lorsque la rivière quitte les Hautes Terres. L'érosion régressive provoquée par la seconde cascade fait que ces gorges s'allongent en moyenne de 25 centimètres par an.
Elle se trouve à quelques kilomètres du site de Geysir et forme avec ce dernier et celui de Þingvellir le « Cercle d'or », un circuit touristique très populaire. Accessibles par la route 35, elles marquent la porte d'entrée des Hautes Terres traversées dans cette région par la route F35.

## Histoire
Les chutes se sont formées à la fin de la dernière période glaciaire lorsque des inondations brutales et de grande ampleur érodent fortement le rebord des Hautes Terres, laissant dans le paysage la Hvítá empruntant les gorges et formant la cascade.
Les rapides en amont de Gullfoss, formés par la Hvítá qui commence à s'enfoncer dans son lit, ont la réputation d'être dangereux et les Vikings s'en méfient depuis longtemps, faisant du site le lieu où des démons jouent de mauvais tours à ceux qui tentent de traverser à gué. Une légende est raconte l'histoire d'un jeune homme téméraire : un jeune berger avait l'habitude de faire paître ses moutons sur la rive gauche de la rivière tandis qu'une jeune bergère faisait de même sur la rive droite. Ayant fait connaissance en se parlant à travers les flots, le berger demande en mariage la bergère ; elle accepte à la condition qu'il traverse la rivière immédiatement pour sceller leur union. Le jeune homme s'est alors aventuré sur la cascade pour traverser prudemment ses eaux glaciales. Il finit par atteindre l'autre rive sain et sauf et rejoindre sa fiancée qui l'attendait à bras ouverts,.
Au début du XXe siècle, un projet prévoit la construction d'un barrage sur la Hvítá afin de produire de l'électricité ; les chutes auraient alors été noyées dans le réservoir. Ce projet rencontre une opposition incarnée par Sigríður Tómasdóttir, la fille du propriétaire du terrain sur lequel les chutes se trouvent. La jeune femme se rend régulièrement à pied à Reykjavik, un trajet de 120 kilomètres pouvant s'avérer encore relativement périlleux pour l'époque, pour plaider sa cause à l'Althing et elle menace même de se jeter dans la cascade du haut des falaises si le projet n'était pas abandonné. Avec le soutien de Sveinn Björnsson, député et futur premier président de la république, le contrat définissant le projet est finalement cassé et la cascade devient un bien national. Le combat mené pour sauver la Gullfoss est commémoré par un monument en l'honneur de Sigríður Tómasdóttir érigé en 1978 au-dessus des chutes, sur le bord des gorges.

## Galerie

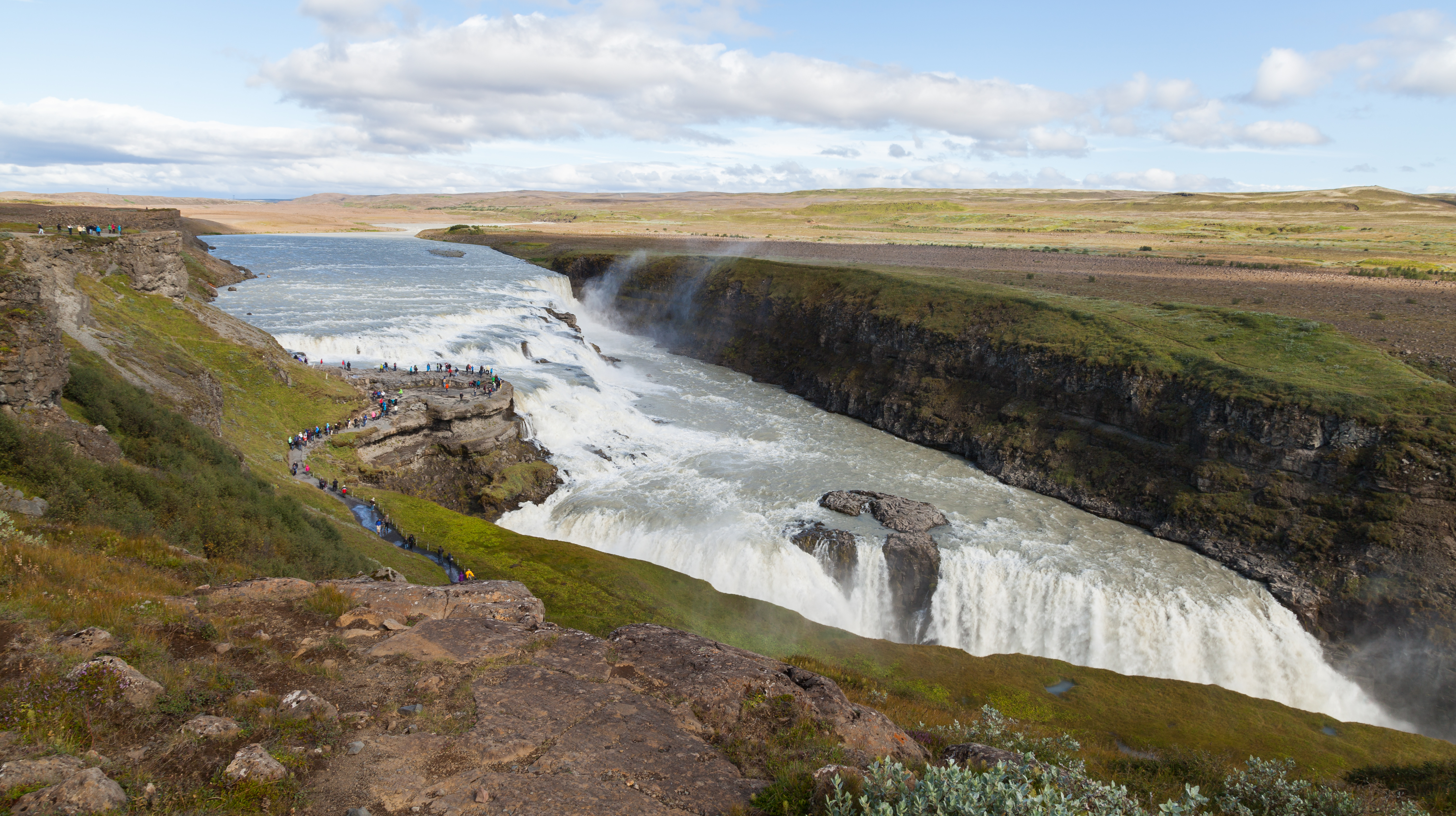
Vue générale des chutes depuis le rebord de la gorge.
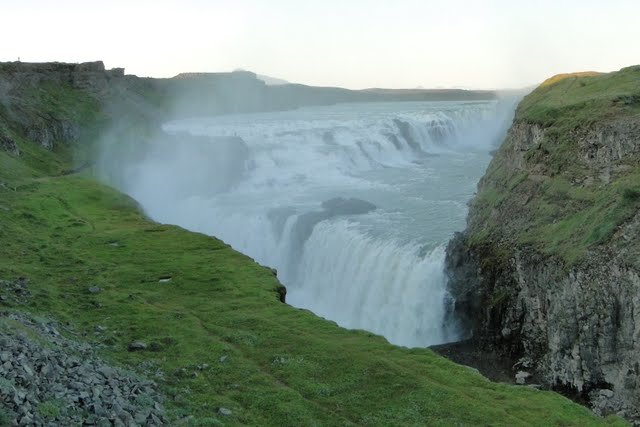
Vue générale des chutes depuis la gorge.
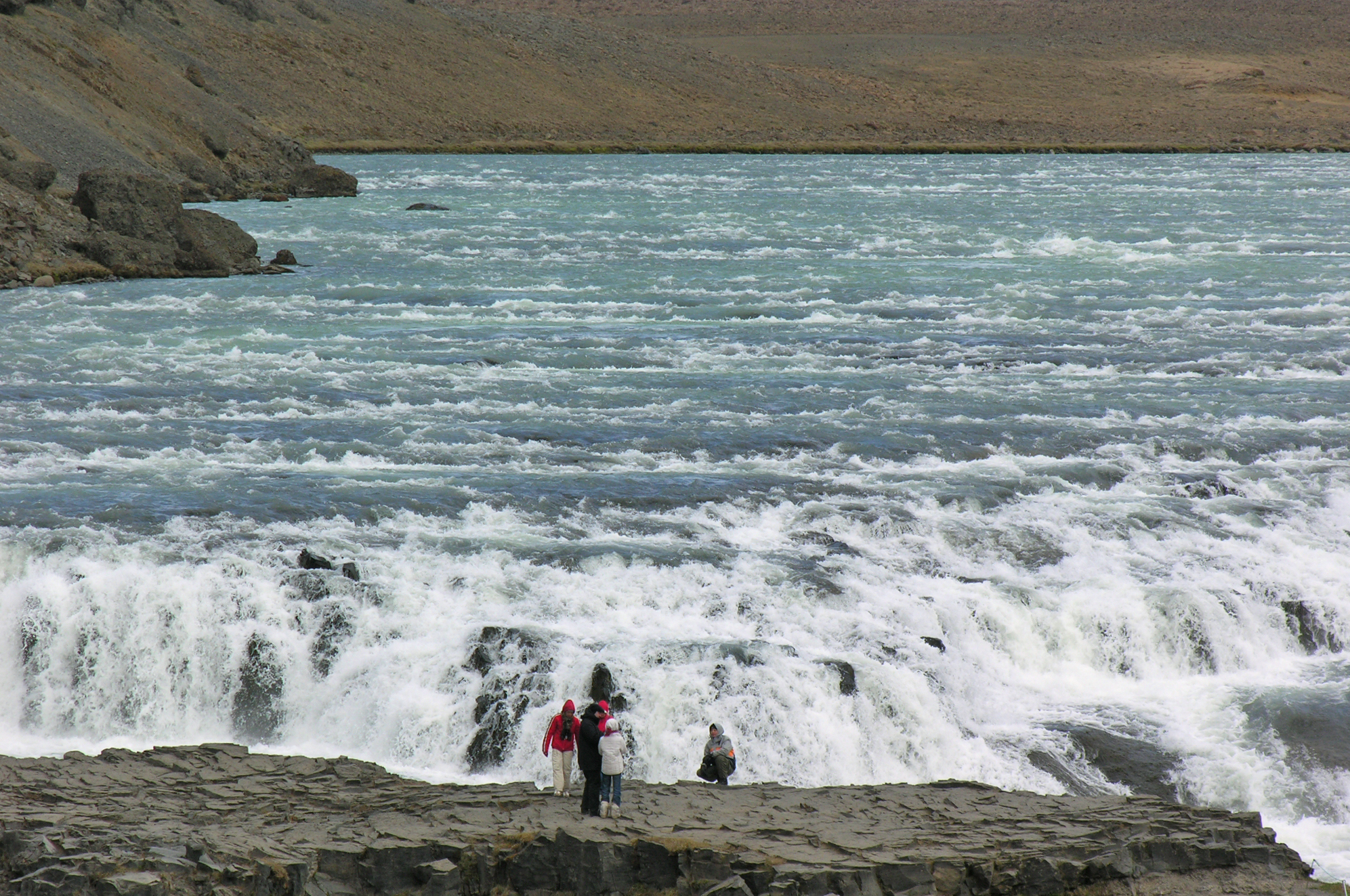
Visiteurs devant la première chute.
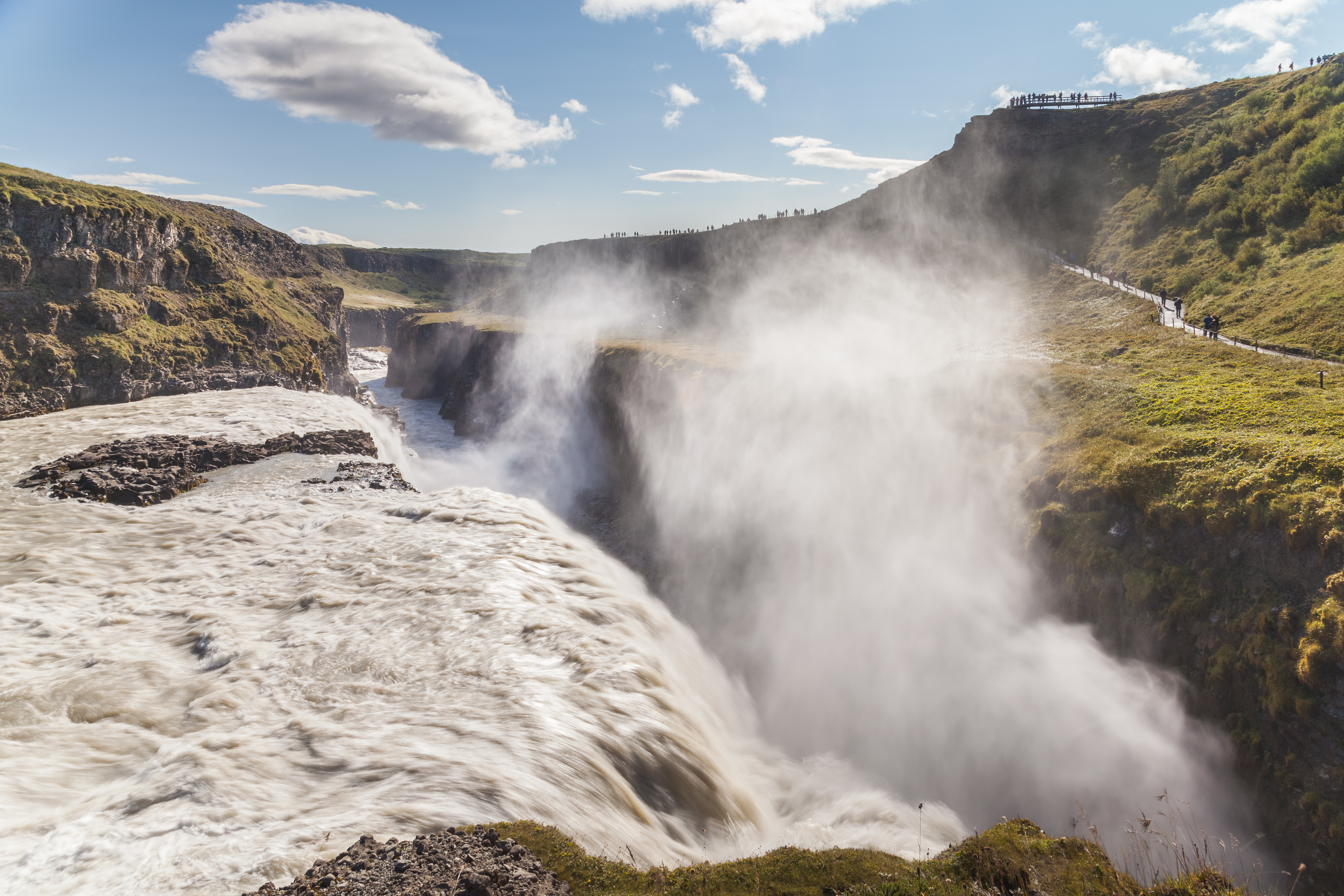
Vue de la gorge en aval de la seconde chute.
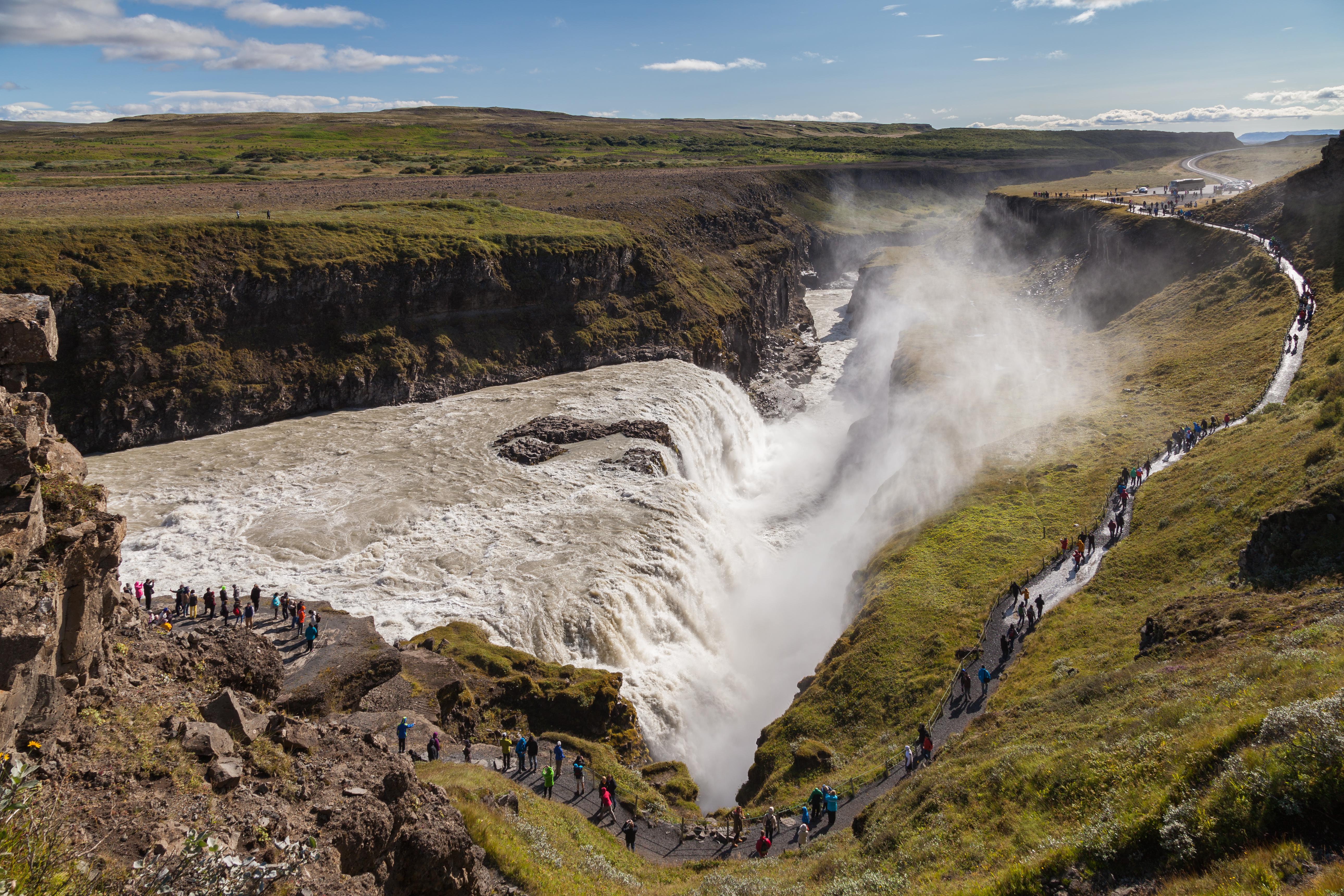
Vue de la seconde chute depuis le bord de la gorge.

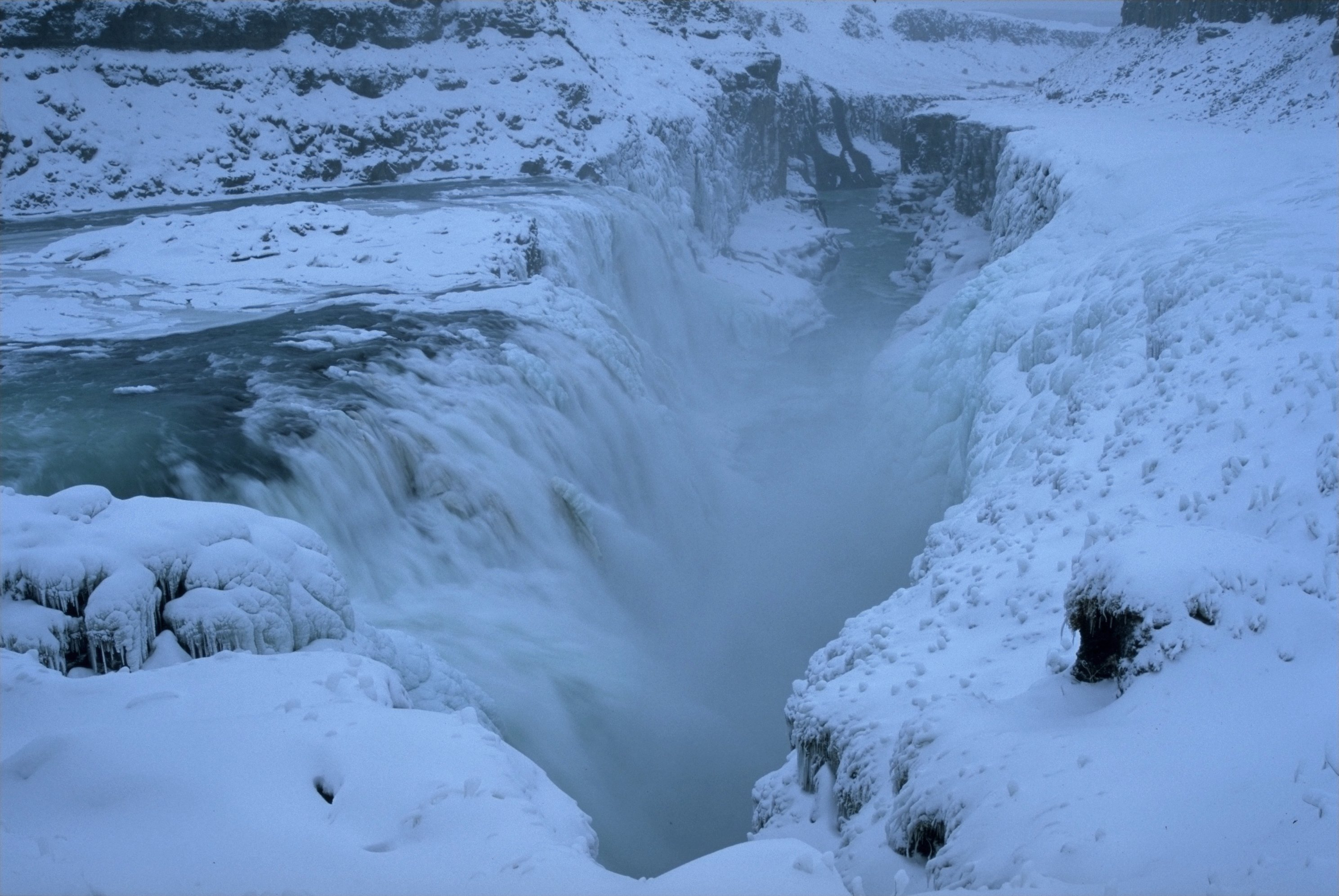
Gullfoss en hiver.
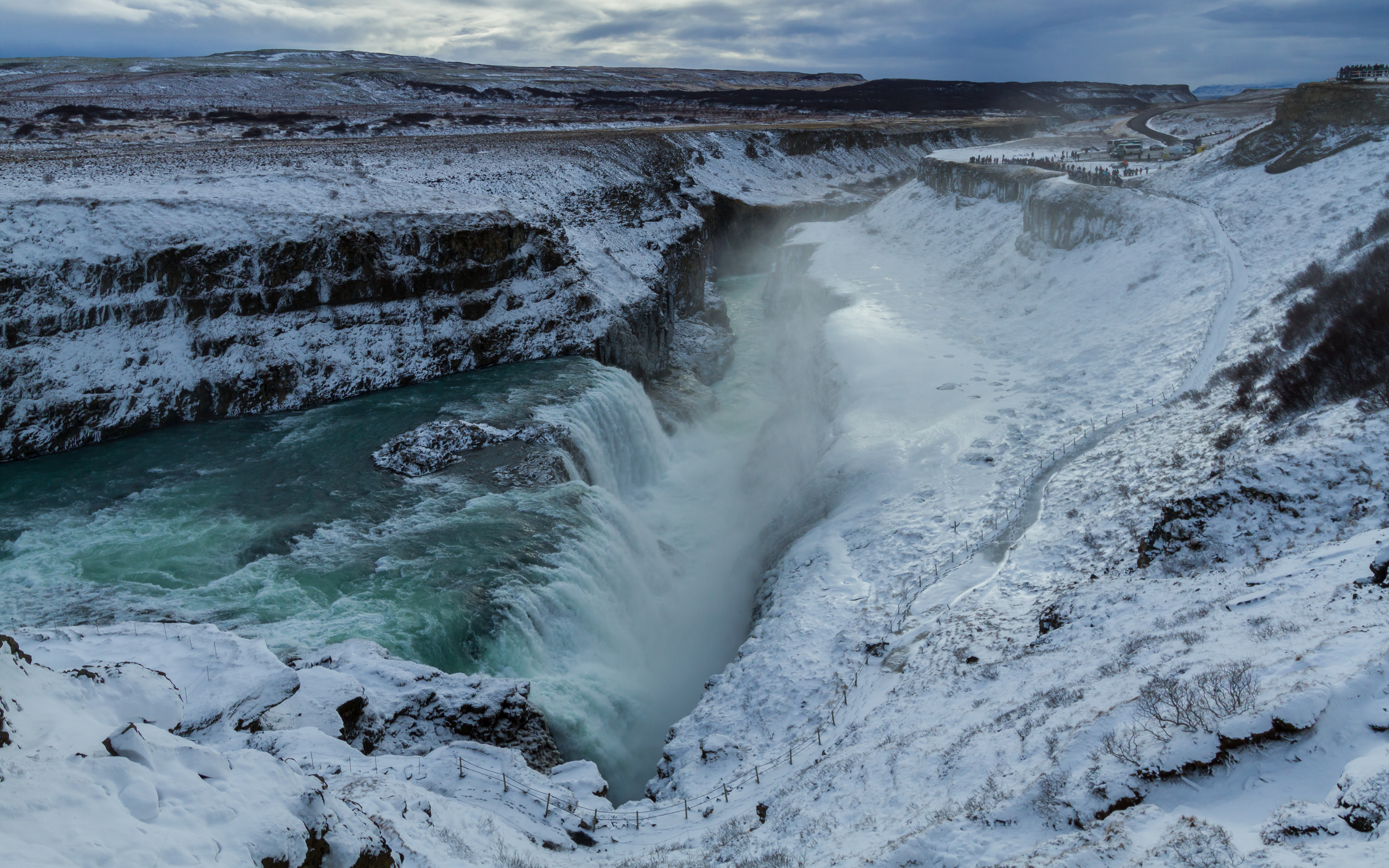
Gullfoss en hiver.